# Пераст
Пераст је градско насеље у општини Котор у Црној Гори. Према попису из 2023. било је 237 становника.

## Географија
Пераст лежи у подножју брда Свети Илија (873 m), насупрот тјеснацу Вериге у Боки которској. Име је добио по илирском племену Пируста, а праисторијски остаци пронађени у пећини Шпила изнад Пераста свједоче о веома раном насељавању ове области.

## Историја
Од најранијих дана Пераст је био окренут мору и поморству. Већ 1336. године Пераст је имао бродоградилиште које је радило до 1813. године. Статус општине добио је 1580. године и задржао га све до 1950. Ипак, свој највећи процват Пераст доживљава у XVII и XVIII вијеку, када свјетским морима плови стотинак перашких лађа. Пошто је једна од најпознатијих поморских школа била управо у Перасту, Петар Велики је на препоруку Венеције синове познатих племићких фамилија слао у Пераст, да се обучавају код познатог математичара и морепловца Марка Мартиновића. Подаци говоре да је током 1697. и 1698. године на броду Марка Мартиновића пловило 17 руских кнежева.
Свој процват Пераст дугује поморству, а управо то је разлог што најмонументалније перашке грађевине потичу из овог периода.
План града је сасвим једноставан. Једна дугачка улица води кроз град дуж обале, а од ње степеништа воде у више дијелове. У центру града налази се трг (Пјаца) којим доминира црква Св. Николе са својим импресивним звоником високим 55 метара. Првобитно започета тробродна црква никада није завршена, због недостатка новца. Данас се у презбитерију и сакристијама недовршене цркве налази ризница и музеј.
Постојећа црква датира из XVII вијека а градња је комплетирана изградњом велелепног звоника 1691. године. На западном зиду цркве стоји спомен плоча са текстом исклесаним на народном језику, ту постављена у част побједе малобројних Пераштана у боју против Турака 15. маја 1654. године.Пераштани су успијели да се одбране јер су браћа Сладоје и Стијепо Стијеповић из Рисна успјели дан раније да јаве своме трећем брату Петру Стијеповићу који се настанио у Перасту о планираном нападу. У част и спомен на ову величанствену побједу, до данашњих дана се у Перасту, сваког 15. маја одржава тзв. Гађање кокота, свечаност која симболизује ратнички дух и вјештину коју су Пераштани тада показали.
Поред цркве Св. Николе Пераст има још 17 цркава. Веома је интереснатна црква Св. Ане која се налази високо изнад града, а фрескама је украсио Трипо Кокоља. Православна црква у Перасту је посвећена Рођењу Пресвете Богородице. За њену изградњу и украшавање је заслужан Ђ. Ђурановић, грађанин перашки, као и за подизање српске школе. Изнад Пераста, у голој стијени, Лазар Томановић спомиње извор живе воде, за који је народ говорио да га је Свети Сава извео. Каплан Буровић наводи податак да су Буровићи били угледни житељи Пераста и да су их Аустријанци протјерали. На посјед конте Буровића у Лепетанима, су се населили преци Лазара Томановића.
Прелијепе перашке палате, иако данас великим дијелом запуштене и обрасле бршљаном, ипак свједоче о златном добу овог града.
Палате и историјски значајне грађевине у Перасту су:
- Палата Шестокриловић
- Палата Лучић-Коловић-Матикола
- Палата Бујовић
- Палата Бронза
- Палата Баловић (нова)
- Палата Вукасовић Коловић
- Палата Брајковић Мартиновић
- Палата Смекија
- Палата Висковић
- Палата Мазаровић
- Палата Мрсха
- Палата Мартиновић
- Палата Криловић
- Палата Чорко
- Мала палата Змајевић
- Палата Цхисмае-Штукановић
- Кућа Буровића
- Кућа Ђуришића са кулом Мазаровића
- Тврђава Светог Крижа

У Перасту је већ 1930-тих било доста опустелих кућа, број становника је у неком ранијем периоду био две хиљаде, а опао је на 496.

### Острва
Преко пута Пераста, близу обале, налазе се два острва која представљају посебну атракцију овога града.
- Свети Ђорђе је природно острво. На њему се налази бенедиктински манастир из 12. века, као и локално гробље Пераста.
- Госпа од Шкрпјела је вјештачки оток, настао набацивањем камена на подводну хрид. До данашњих дана сачуван је обичај ритуалног бацања камена око отока — Фасинада. Ова манифестација одржава се сваког 22. јула, као спомен на дан када је 1452. године на хриди - шкрпјелу пронађена икона Богородице са малим Христом, што је Пераштанима био „Божији знак“ и повод за изградњу цркве: у смирај дана поворка окићених барки напуњених камењем креће према Госпи. Као врхунац свечаности, у море око острва баца се донесено камење и барке се враћају натраг. У манифестацији традиционално учествују само мушкарци. Сама црква подигнута је 1630. године, а осмоугаона капела додата је четрдесет година касније. Унутрашњост цркве осликао је наш највећи барокни сликар Трипо Кокоља (1661-1713), родом Пераштанин. Фреске се налазе на таваници и горњим дијеловима бочних зидова и приказују сцене из живота Исуса Христа, Богородице и Пророка. Испод осликаних дијелова налази се око 2.000 сребрних завјетних плочица које приказују детаље поморских побједа, било над пиратима или у олуји. Поморци су их доносили у знак захвалности Госпи за сачуване животе у тим окршајима.

## Демографија
У насељу Пераст живи 297 пунолетних становника, а просечна старост становништва износи 41,7 година (38,2 код мушкараца и 44,6 код жена). У насељу има 135 домаћинстава, а просечан број чланова по домаћинству је 2,59.
Становништво у овом насељу веома је хетерогено, а у последња три пописа, примећен је пад у броју становника.
|  |

| Демографија | Демографија | Демографија |
| Година      | Становника  | Становника  |
| ----------- | ----------- | ----------- |
|             |             |             |
|             |             |             |
|             |             |             |
|             |             |             |
| 1948.       | 412         |             |
| 1953.       | 478         |             |
| 1961.       | 544         |             |
| 1971.       | 637         |             |
| 1981.       | 551         |             |
| 1991.       | 449         | 444         |
| 2003.       | 368         | 349         |
|             |             |             |
|             |             |             |

| Етнички састав према попису из 2003.‍ | Етнички састав према попису из 2003.‍ | Етнички састав према попису из 2003.‍ | Етнички састав према попису из 2003.‍ | Етнички састав према попису из 2003.‍ |
| ------------------------------------ | ------------------------------------ | ------------------------------------ | ------------------------------------ | ------------------------------------ |
|                                      |                                      |                                      |                                      |                                      |
| Црногорци                            | Црногорци                            |                                      | 146                                  | 41,83%                               |
| Срби                                 | Срби                                 |                                      | 101                                  | 28,93%                               |
| Хрвати                               | Хрвати                               |                                      | 29                                   | 8,30%                                |
| Југословени                          | Југословени                          |                                      | 10                                   | 2,86%                                |
| Бошњаци                              | Бошњаци                              |                                      | 3                                    | 0,85%                                |
| Словенци                             | Словенци                             |                                      | 1                                    | 0,28%                                |
| Македонци                            | Македонци                            |                                      | 1                                    | 0,28%                                |
| непознато                            | непознато                            |                                      | 16                                   | 4,58%                                |

| \| \| м \| \| \| ж \| \| ? \| 2 \| \| \| 6 \| \| 80+ \| 0 \| \| \| 5 \| \| 75—79 \| 3 \| \| \| 8 \| \| 70—74 \| 4 \| \| \| 16 \| \| 65—69 \| 8 \| \| \| 12 \| \| 60—64 \| 8 \| \| \| 13 \| \| 55—59 \| 10 \| \| \| 14 \| \| 50—54 \| 16 \| \| \| 18 \| \| 45—49 \| 11 \| \| \| 19 \| \| 40—44 \| 10 \| \| \| 8 \| \| 35—39 \| 10 \| \| \| 9 \| \| 30—34 \| 15 \| \| \| 12 \| \| 25—29 \| 14 \| \| \| 11 \| \| 20—24 \| 17 \| \| \| 8 \| \| 15—19 \| 7 \| \| \| 11 \| \| 10—14 \| 5 \| \| \| 11 \| \| 5—9 \| 11 \| \| \| 6 \| \| 0—4 \| 3 \| \| \| 8 \| \| Просек : \| 12 \| \| \| 0 \| |    |  |  |    |
| |    |  |  |    |
| | м  |  |  | ж  |
| ? | 2  |  |  | 6  |
| 80+ | 0  |  |  | 5  |
| 75—79 | 3  |  |  | 8  |
| 70—74 | 4  |  |  | 16 |
| 65—69 | 8  |  |  | 12 |
| 60—64 | 8  |  |  | 13 |
| 55—59 | 10 |  |  | 14 |
| 50—54 | 16 |  |  | 18 |
| 45—49 | 11 |  |  | 19 |
| 40—44 | 10 |  |  | 8  |
| 35—39 | 10 |  |  | 9  |
| 30—34 | 15 |  |  | 12 |
| 25—29 | 14 |  |  | 11 |
| 20—24 | 17 |  |  | 8  |
| 15—19 | 7  |  |  | 11 |
| 10—14 | 5  |  |  | 11 |
| 5—9 | 11 |  |  | 6  |
| 0—4 | 3  |  |  | 8  |
| Просек : | 12 |  |  | 0  |

| Број домаћинстава према пописима из периода 1948—2003. | Број домаћинстава према пописима из периода 1948—2003. | Број домаћинстава према пописима из периода 1948—2003. | Број домаћинстава према пописима из периода 1948—2003. | Број домаћинстава према пописима из периода 1948—2003. | Број домаћинстава према пописима из периода 1948—2003. | Број домаћинстава према пописима из периода 1948—2003. | Број домаћинстава према пописима из периода 1948—2003. |
| Година пописа                                          | 1948.                                                  | 1953.                                                  | 1961.                                                  | 1971.                                                  | 1981.                                                  | 1991.                                                  | 2003.                                                  |
| ------------------------------------------------------ | ------------------------------------------------------ | ------------------------------------------------------ | ------------------------------------------------------ | ------------------------------------------------------ | ------------------------------------------------------ | ------------------------------------------------------ | ------------------------------------------------------ |
| Број домаћинстава                                      | 122                                                    | 130                                                    | 170                                                    | 231                                                    | 199                                                    | 159                                                    | 135                                                    |

| Број домаћинстава по броју чланова према попису из 2003. | Број домаћинстава по броју чланова према попису из 2003. | Број домаћинстава по броју чланова према попису из 2003. | Број домаћинстава по броју чланова према попису из 2003. | Број домаћинстава по броју чланова према попису из 2003. | Број домаћинстава по броју чланова према попису из 2003. | Број домаћинстава по броју чланова према попису из 2003. | Број домаћинстава по броју чланова према попису из 2003. | Број домаћинстава по броју чланова према попису из 2003. | Број домаћинстава по броју чланова према попису из 2003. | Број домаћинстава по броју чланова према попису из 2003. | Број домаћинстава по броју чланова према попису из 2003. |
| Број чланова                                             | 1                                                        | 2                                                        | 3                                                        | 4                                                        | 5                                                        | 6                                                        | 7                                                        | 8                                                        | 9                                                        | 10 и више                                                | Просек                                                   |
| -------------------------------------------------------- | -------------------------------------------------------- | -------------------------------------------------------- | -------------------------------------------------------- | -------------------------------------------------------- | -------------------------------------------------------- | -------------------------------------------------------- | -------------------------------------------------------- | -------------------------------------------------------- | -------------------------------------------------------- | -------------------------------------------------------- | -------------------------------------------------------- |
| Број домаћинстава                                        | 135                                                      | 42                                                       | 28                                                       | 28                                                       | 24                                                       | 7                                                        | 6                                                        | 0                                                        | 0                                                        | 0                                                        | 0                                                        |

| Пол    | Укупно | Неожењен/Неудата | Ожењен/Удата | Удовац/Удовица | Разведен/Разведена | Непознато |
| ------ | ------ | ---------------- | ------------ | -------------- | ------------------ | --------- |
| Мушки  | 135    | 63               | 69           | 0              | 2                  | 1         |
| Женски | 170    | 54               | 68           | 35             | 12                 | 1         |
| УКУПНО | 305    | 117              | 137          | 35             | 14                 | 2         |

| Пол    | Укупно                    | Пољопривреда, лов и шумарство | Рибарство                            | Вађење руде и камена | Прерађивачка индустрија       |
| ------ | ------------------------- | ----------------------------- | ------------------------------------ | -------------------- | ----------------------------- |
| Мушки  | 36                        | 0                             | 0                                    | 0                    | 8                             |
| Женски | 32                        | 0                             | 0                                    | 0                    | 4                             |
| Укупно | 68                        | 0                             | 0                                    | 0                    | 12                            |
|        |                           |                               |                                      |                      |                               |
| Пол    | Производња и снабдевање   | Грађевинарство                | Трговина                             | Хотели и ресторани   | Саобраћај, складиштење и везе |
| Мушки  | 1                         | 2                             | 5                                    | 2                    | 2                             |
| Женски | 1                         | 0                             | 9                                    | 1                    | 0                             |
| Укупно | 2                         | 2                             | 14                                   | 3                    | 2                             |
|        |                           |                               |                                      |                      |                               |
| Пол    | Финансијско посредовање   | Некретнине                    | Државна управа и одбрана             | Образовање           | Здравствени и социјални рад   |
| Мушки  | 0                         | 2                             | 3                                    | 0                    | 1                             |
| Женски | 1                         | 0                             | 1                                    | 1                    | 10                            |
| Укупно | 1                         | 2                             | 4                                    | 1                    | 11                            |
|        |                           |                               |                                      |                      |                               |
| Пол    | Остале услужне активности | Приватна домаћинства          | Екстериторијалне организације и тела | Непознато            | Непознато                     |
| Мушки  | 6                         | 0                             | 0                                    | 4                    | 4                             |
| Женски | 3                         | 0                             | 0                                    | 1                    | 1                             |
| Укупно | 9                         | 0                             | 0                                    | 5                    | 5                             |

## Култура
Међународни фестивал клапа Пераст је фестивал клапске пјесме у Перасту. Једини је фестивал овог музичког жанра у Црној Гори. Циљ и идеја фестивала је промовисање и чување традиције пјевања a capella као дијела музичке баштине Црне Горе. Одржава се од 2001. године.
Старинско клапско пјевање у Боки наставља се на музичку традицију специфичног једногласног пјевања које своје најстарије коријене налази у перашким бугарштицама, у обредним молитвеним пјесмама, у обичајним почасницама и пјесмама у колу. Средином 19. вијека развија се као вишегласно пјевање мушких и женских дружина.

## Познате личности
- Матија Змајевић, бродоградитељ, адмирал флоте Руске морнарице, члан Адмиралитета Царске Русије, оснивач Каспијске флотиле
- Андрија Змајевић, српски барокни књижевник, надбискуп барски и примас српски
- Крсто Змајевић, поморски капетан, капетан Пераста, трговац
- Вицко Змајевић, надбискуп барски и примас Србије, касније надбискуп задарски
- Вицко Бујовић, српски поморац, војни командант Млетачке Републике, начелник Пераста и писац
- Трипо Кокоља, сликар
- Андрија Баловић, римокатолички свештеник, историчар, писац